# Milka Loff Fernandes
Milka Loff Fernandes (Amburgo, 19 giugno 1980) è una conduttrice televisiva e attrice tedesca.

## Biografia
Ha origini capoverdiane. Dopo il diploma ha passato un casting per il canale VIVA e dal giugno 1999 al 2004 ha condotto come VJ i programmi Interaktiv, Was geht ab?, Inside, Film ab, FACE IT! by Douglas e la cerimonia di premiazione Comet. Parallelamente, nel 2002 ha cantato la canzone Girl 4 a Day con i Band ohne Namen, che ha raggiunto il numero 16 nella classifica tedesca dei singoli. Inoltre ha fatto alcune brevi apparizioni come ospite in Tatort: Fette Krieger (2001), nel cortometraggio Traum(a) (2003) e ha avuto un ruolo secondario nella serie poliziesca Rosa Roth nell'episodio 15. Nek 2004 ha abbandonato VIVA in seguito ad alcuni problemi di depressione.
Nel 2005 ha condotto il programma pre-serale Studioeins sul canale Das Erste. Tra il 2006 e il 2007 è stata presentatrice di Entertainment Magazin su Entertainment Channel, mentre dal 2017 al 2020 ha condotto la versione tedesca di Naked Attraction per tre stagioni.

## Vita privata
Pratica il buddhismo. Ha due figlie, una nel 2012 e una nel 2016, con l'imprenditore Robert Irschara, sposato nel 2013.